# 罗多弼
罗多弼（瑞典語：Torbjörn Lodén，1947年6月11日—），瑞典著名当代汉学家。罗多弼现任瑞典斯德哥尔摩大学中国语言文化教授和亚太文化研究所所长。

## 生平
罗多弼毕业于瑞典斯德哥尔摩大学，是瑞典著名汉学家马悦然的学生。罗多弼早年时还受到另一位瑞典著名汉学家高本汉的影响。1973年至1976年间，任瑞典驻华大使馆文化專員。1980年，获斯德哥尔摩大学汉学博士学位。1990年接替马悦然任斯德哥尔摩大学中文系主任。 罗多弼也担任瑞典皇家人文历史考古科学院院士和斯德哥尔摩孔子学院院长。2009年11月清华大学国学研究院成立时曾来华参加庆典。

## 学术
罗多弼研究领域是中国思想史。他治汉学注重中国近代、现代的历史文化问题.